# Colori e simboli dell'Hellas Verona Football Club

Carlo Odorizzi nel campionato di Serie B 1981-1982 col tradizionale completo da gioco scaligero, blu con bordini e altri dettagli gialli.

Questa voce raccoglie le informazioni riguardanti i colori e simboli dell'Hellas Verona Football Club, società calcistica italiana con sede a Verona.

## La maglia

### Prima divisa
La divisa utilizzata generalmente nelle partite casalinghe del Verona è costituita da una casacca blu con colletto e polsini gialli, pantaloni blu (inizialmente bianchi) e calze blu con cima gialla. Tale completo è solitamente chiamato "a tinta unita" o all blue e nel corso degli anni ha costantemente cambiato tonalità.

#### Storia

##### Dagli inizi agli anni 60
All'atto della fondazione, l'allora Associazione Calcio Hellas utilizzava una maglia "a quarti" bianca e nera, che ricalcava quella della Bentegodi Verona e sul petto portava uno scudo giallo con croce azzurra. Nel biennio 1909-10 invece debuttano il giallo e il blu, identica alla precedente; questi completi non sono mai stati usati nelle competizioni ufficiali.

La rosa della stagione 1928-1929, con la divisa principale nera.

In occasione della creazione del girone di Prima Categoria veneto-emiliano la divisa cambia completamente: a tinta unita gialla con il ritorno sul petto della croce societaria, seppur modificata, che verrà mantenuta fino agli anni 20. Alla fine dello stesso decennio la maglia cambia completamente stile, quando nel 1926-27 compaiono per la prima volta le strisce verticali gialle e blu. Nel 1927-28 ritorna la tinta unita blu con colletto a "V" e una enorme croce gialla, mentre l'anno dopo diventa completamente nera con un nuovo stemma ellissoide.
Dal 1930 al 1961 lo stile della divisa ha cambiato stile più volte: nel 1931 debuttano le strisce verticali, che nel 1933 ridiventano verticali, in numero e spessore diversi. Con il ritorno della tinta unita negli anni quaranta vengono messe decorazioni diverse come due righe orizzontali e una grande "V" a tinta unita o bicolore gialloblù su fondo bianco, oltre quella con collo e maniche di tinta opposta al petto di fine anni cinquanta; con l'esordio in Serie A nel 1957 debutta un'insolita divisa rossa.
Dal campionato 1961-62 fa ritorno la tinta unita e a variare è soltanto il colletto a polo aperto, con laccetti o un bottone (quest'ultima viene usata nel quarto di finale di Coppa Italia 1962-1963 contro la Juventus a Torino) abbinata a calzoncini bianchi o blu. A partire dalla stagione 1967-68 cominciano ad esserci maggiori distinzioni tra le divise da gioco: la più utilizzata in quella stagione ha il collo a "V" e strisce verticali gialle e blu, una delle più celebri mai realizzate.

##### Anni 70 e 80
Dal 1968 al 1979 viene ufficialmente introdotta la divisa "tradizionale" a tinta unita blu con risvolti di maniche e calzettoni gialli, mentre il collo poteva essere a polo o a "V". Cambiavano anche i numeri sul retro, di dimensioni e colori, gialli o bianchi, di panno cucito. I pantaloni erano perlopiù bianchi ma potevano anche essere dello stesso colore della casacca, il tutto realizzato in flanella dalla "Artigianato&Sport" (A&S), un'azienda di Isola della Scala. Dal 1979 al 1981 compare lo sponsor tecnico, Ennerre.
Nella stagione 1981-1982, con il rinnovo societario, il fornitore di materiale diventa Adidas e inizia a comparire lo sponsor commerciale, Canon. Quell'anno la divisa ha il colletto a girocollo e le caratteristiche three stripes gialle del realizzatore compaiono per tutta la lunghezza delle maniche, dei pantaloni e in cima ai calzettoni. Questo completo verrà mantenuto fino al 1984 e poteva avere il modello "invernale" con maniche lunghe e girocollo, o "estivo" con maniche corte (con o senza polsini gialli) e collo a "V".
Al termine della stagione 1983-84 vengono introdotte delle pinstripe verticali, poi seguite dalla comparsa dello stemma societario sulla sinistra del petto. Con questa divisa il Verona vinse lo scudetto nel 1985, che l'anno dopo viene cucito al posto dello stemma societario, spostato sotto lo sponsor commerciale; questa mancanza di modifiche rilevanti è stata una decisione scaramantica. Nel corso dell'anno viene introdotta una variante a strisce orizzontali sulla maglia e verticali sui calzoncini mantenuta per tutta la stagione successiva.
Nel 1987-88, annata della lunga cavalcata in Coppa UEFA, il fornitore tecnico diventa Hummel International, ditta danese che realizzava le divise anche per la nazionale danese (della quale Elkjær era titolare), la quale introduce una divisa con colletto a polo e la decora con un mosaico "a punte di freccia", suo tipico segno distintivo e confermata anche per l'anno dopo, seppur con decorazioni diverse. Durante la stagione 1989-90 torna la Adidas, che realizza una casacca a tinta unita basata su quelle di inizio decennio, mentre l'anno dopo vi introduce uno stile palato su torso e pantaloni.

##### Dagli anni 90 ad oggi
Nel 1991, anno della rifondazione, il Verona firma per la tedesca Uhlsport, che introduce completi a tinta unita sponsorizzati da Giovanni Rana basati su quelli degli anni 70, più una terza divisa palata che verrà mantenuta fino alla stagione 1994-95, stagione del primo derby con il Chievo. A partire dalla stagione successiva viene introdotta una divisa Erreà sulla quale debutta anche il nuovo stemma societario disegnato da Alberto Mazzi, sotto la cui presidenza vengono realizzate inoltre maglie celebrative. Nella stagione 1995-96 i Mazzi propongono una divisa a tinta unita con collo a polo e un nuovo stemma societario riportato a mosaico e al centro del petto circondato da due fascette coniche, mantenuto per l'anno successivo, ma con un cambio tinta.
Per l'annata 1997-98 viene reinterpretata la divisa del 1928-29, mantenendo il collo a polo, ma con una tinta blu scuro anziché nera; lo stemma societario viene spostato sulla manica sinistra e all'altezza del cuore viene messo un'ellisse blu con croce gialla. L'anno successivo è di un blu più chiaro e presenta una fascia nera al centro del busto e sulle maniche, con un cerchio giallo sul petto dove è sito lo sponsor, mentre il collo è a polo. Questo rimane inalterato anche nel 1999-2000, con la divisa nuovamente a tinta unita e strisce variopinte su maniche e fianchi dei pantaloni, simili a quelle dell'Adidas.
Nell'estate 2000 la società firma per Lotto, che realizza un completo decorato con due strisce curve su busto, pantaloni e calze mentre lo stemma è raffigurato in giallo su maniche e pantaloni. L'anno dopo diventa bianco nel classico riquadro rosso, su una divisa stavolta con collo a "V". Per il centenario del 2002-03 viene invece presentato un girocollo e una lunga striscia curvilinea gialla che si congiunge su maglietta e pantaloni.
Nell'estate 2003 subentra la Legea, la quale mette il proprio stemma in un riquadro giallo sia su maniche e pantaloni come le precedenti della Lotto. La particolarità del colletto a polo è la presenza al centro del girocollo di una "scaletta a pioli", che rimane anche l'anno successivo, stavolta con una "V" troncata al vertice. Nel 2005-06 invece, la divisa volge lo sguardo a quello degli anni 70 ma con un collo a polo più grande.

#### Evoluzione
| 1903-1909 | 1909-1910 | 1910-1926 | 1927-1928 | 1928-1929 | 1956-1957 | 1961-1964 | 1967-1968 | 1968-1981 | 1981-1984 |
| 1984-1985 | 1985-1986 | 1986-1987 | 1987-1988 | 1988-1989 | 1989-1990 | 1990-1991 | 1991-1992 | 1992-1995 | 1995-1996 |
| 1996-1997 | 1997-1998 | 1998-1999 | 1999-2000 | 2000-2001 | 2001-2002 | 2002-2003 | 2003-2004 | 2004-2005 | 2005-2006 |
| 2006-2007 | 2007-2008 | 2008-2009 | 2009-2010 | 2010-2011 | 2011-2012 | 2012-2013 | 2013-2014 | 2014-2015 | 2015-2016 |
| 2016-2017 | 2017-2018 | 2018-2019 | 2019-2020 | 2020-2021 | 2021-2022 | 2022-2023 | 2023-2024 | 2024-2025 |           |

### Seconda divisa

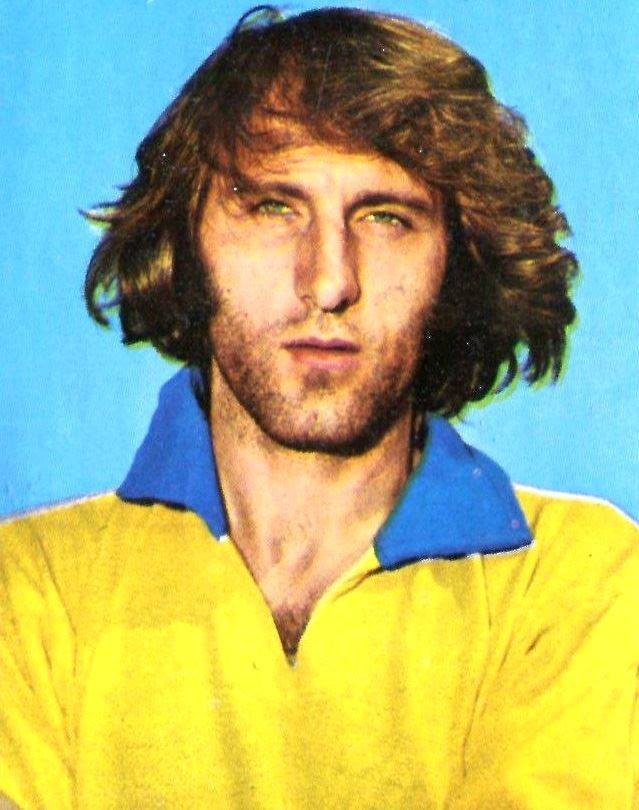
Gianfranco Zigoni con la classica divisa da trasferta nella stagione 1973-1974.

La divisa da trasferta del Verona è solitamente identica a quella casalinga ma con i colori invertiti: a tinta unita gialla con colletto, polsini e cima dei calzettoni blu. A volte viene realizzata bianca o più raramente nera.

#### Storia
Nella stagione 1967-68 veniva usata una divisa completamente gialla, compreso il collo a polo, sul quale c'era una riga blu; pur essendo considerabile da trasferta venne indossata anche in casa all'occorrenza con pantaloni bianchi, blu o gialli. Dal 1968 al 1981 comincia ad essere usata regolarmente una gialla con colletto blu che poteva essere a polo o a "V", assieme a pantaloni bianchi o, più spesso, blu.

Preben Elkjær Larsen (a sinistra) in azione con la maglia vincitrice dello scudetto nel 1985.

Con il rinnovo societario del 1981 Adidas presenta divise uguali a quelle casalinghe ma a colori invertiti: dal girocollo ai polsini blu erano presenti le tre strisce tipiche della casa, mentre alla fine del 1983-84 compare lo stemma societario e il collo diventa a "V" con aggiunta di righe verticali sottili; questa veniva occasionalmente indossata con i pantaloni casalinghi. Durante il 1986 la divisa diventa a righe orizzontali sfumate, mentre sui pantaloni vengono realizzate verticali e questa viene impiegata fino a maggio 1987 con lo sponsor commerciale nero. Con l'arrivo della Hummel International nel 1987 sulla divisa compaiono delle "punte di freccia" bicolori sfocate a mosaico mentre il colletto a polo giallo termina con una doppia "V" blu. Nel 1988-89 il mosaico cambia completamente: appaiono delle righe a scacchi in mezzo alle quali è legibile la scritta "HUMMEL" da destra verso sinistra. In concomitanza del ritorno della Adidas nel 1989, la divisa torna a tinta unita senza decorazioni, con collo a V e le tre strisce blu; a differenza della divisa casalinga, lo stemma societario è a sinistra. Dal 1990 al 1992 rimane con colori opposti alla casalinga: palata  fino al 1991 e a tinta unita l'anno dopo, rispettivamente con scollo a "V" e a polo.
Nel triennio 1992-95 la Uhlsport, realizzatrice dei completi del 1991-2, realizza come seconda divisa una a tinta unita bianca con collo a polo blu e quadrati gialloblu sulle maniche. Con l'arrivo di Erreà nel 1995 torna la tinta opposta fino al 1998-9, quando viene presentata una bianca con una fascia gialloblu.
Eccezion fatta per la stagione 1999-2000, la divisa bianca rimane fino al 2003 con decorazioni diverse, realizzata stavolta dalla Lotto. Nello stesso anno la società firma per Legea, che mantiene le divise casalinghe di colori opposti con la presenza della scaletta sul collo e la polo nel 2005-6.

#### Evoluzione
| 1967-1968 | 1968-1981 | 1981-1984 | 1984-1985 | 1985-1986 | 1986-1987 | 1987-1988 | 1988-1989 | 1989-1990 | 1990-1991 |
| 1991-1992 | 1992-1995 | 1995-1997 | 1997-1998 | 1998-1999 | 1999-2000 | 2000-2001 | 2001-2002 | 2002-2003 | 2003-2004 |
| 2004-2005 | 2005-2006 | 2006-2007 | 2007-2008 | 2008-2009 | 2009-2010 | 2010-2011 | 2011-2012 | 2012-2013 | 2013-2014 |
| 2014-2015 | 2015-2016 | 2016-2018 | 2018-2019 | 2019-2020 | 2020-2021 | 2021-2022 | 2022-2023 | 2023-2024 | 2024-2025 |

### Terza divisa

#### Storia
La terza divisa del Verona ha cambiato stile più volte: a tinta unita bianca o nera con eventuali decorazioni, a strisce verticali e a volte con colori insoliti.
Anche se nella stagione 1967-68 sono state usate tre divise, nessuna è mai stata presentata ufficiosamente come terza. La prima classificata tale è quella del 1983-1984, a tinta unita bianca con strisce sottili blu e indossata in soli due incontri. Fa ritorno nel 1987-88, quando Hummel presenta maglia e pantaloni partiti con righe verticali sottili a due tinte di giallo e blu, esattamente come quella casalinga e da trasferta "a tinta unita".
Nell'annata 1991-92 la Uhlsport realizza una divisa palata gialla e blu successivamente usata come casalinga per i tre campionati consecutivi. Nel 1996-97 Erreà presenta una divisa completamente rossa, la prima di colore insolito, con al centro del petto lo stemma societario ideato dai Mazzi; l'anno dopo diventa invece bianca, con riportate in grigio lucido le araldiche societarie. Nel 1998-99 tornano le strisce verticali blu su fondo giallo, affiancate da righe nere sottili sui fianchi di ogni striscia.
Nel 1999-2000 viene invece indossata una blu scura decorata con quadri scozzesi di un blu più chiaro, lo stesso della divisa casalinga. Il blu scuro viene mantenuto anche per il campionato 2000-01, con la Lotto che applica come decorazioni due strisce variopinte. Nel 2001-2 viene presentata una maglia halved gialloblù e il collo a polo chiuso da lacci, mentre maniche, calze e pantaloni rimangono blu scuro.

#### Evoluzione
| 1983-1984 | 1987-1988 | 1991-1992 | 1996-1997 | 1997-1998 | 1998-1999 | 1999-2000 | 2000-2001 | 2001-2002 | 2002-2003 |
| 2005-2006 | 2012-2013 | 2013-2015 | 2015-2016 | 2016-2017 | 2017-2018 | 2018-2019 | 2019-2020 | 2020-2021 | 2021-2022 |
| 2022-2023 | 2023-2024 | 2024-2025 |           |           |           |           |           |           |           |

### Divise dei portieri
Nella stagione dello scudetto, il principale completo del portiere è rosso con collo a polo, maniche lunghe e pantaloni blu scuro; su calze e pantaloni vi sono le classiche three stripes, mentre in cima al busto ci sono quattro fasce blu scuro e tre rosse vicino ai polsi della maglia a maniche lunghe. L'anno dopo, quella più usata in campionato è rossa con maniche e pantaloni neri. Dal 2014 al 2018, sotto contratto con la Nike, la prima divisa dei portieri rimane verde con tinte e/o decorazioni differenti.
| 1984-1985 | 1985-1986 | 1987-1988 | 2013-2014 | 2014-2015 | 2015-2016 | 2016-2017 | 2017-2018 | 2018-2019 |
| 2019-2020 | 2020-2021 | 2021-2022 | 2022-2023 |           |           |           |           |           |

### Maglie celebrative
Dal 1995 al 1999 il Verona ha occasionalmente indossato maglie celebrative, repliche di completi utilizzati in stagioni passate. Quelle del 2004-5 e del 2006-7 sono invece reinterpretazioni delle divise vincitrici dello scudetto, realizzate rispettivamente da Legea e Asics. Il 4 aprile 2023 è stata presentata una divisa celebrativa per il 120º anniversario dalla fondazione della squadra, basata su quella del 1909. Il successivo 5 dicembre è stata realizzata in 787 copie una divisa grigio scuro chiamata "BENTE60DI", celebrativa per il sessantesimo anniversario dello stadio casalingo, indossata nella partita interna contro la Lazio; il numero di copie è riferito ai giocatori che hanno giocato nel club dal 1963, anno di apertura dell'impianto.
| 1995-1996 | 1996-1997 | 1997-1998 | 2004-2005 | 2006-2007 | Hellas 120 Anni | BENTE60DI |

### Altre divise
Le divise del 1954-55 presentavano le maniche di colore opposto rispetto al torso, caratteristica talvolta ripresa. corso della stagione 1988-1989, i giocatori hanno vestito una divisa casalinga e una da trasferta alternative. Dal 1995 al 1997 sono stati usati due completi, uno grigio e uno nero; quest'ultimo ha avuto un cambio colori nel 1996.
| Casa o trasferta 1954-1955 | Casa o trasferta 1954-1955 | Casa alternativa 1988-1989 | Trasferta alternativa 1988-1989 | Alternativa grigia 1995-1997 | Alternativa nera 1995-1996 | Alternativa nera 1996-1997 |

## Stemma

Lo stemma extralarge protagonista sulla maglia veronese del biennio 1995-1997

All'atto della fondazione nel 1903, l'allora Associazione Calcio Hellas adottò quale stemma uno scudo ovale palato gialloblù, diviso trasversalmente da un cartiglio bianco con l'epigrafe aurea HELLAS; nel campo inferiore era collocato lo stemma araldico cittadino – una croce d'oro in campo azzurro –, il quale in diverse occasioni è apparso in solitaria sulle maglie da gioco, libero da ulteriori orpelli.
Nel 1945 subentrò un disegno ben più complesso, sempre su base ovale, che intendeva fondere la simbologia della città con quella della relativa provincia. Lo stemma cittadino era quindi posto in grande evidenza nella parte superiore, affiancandolo alla scala argentea in campo rosso, emblema araldico della dinastia scaligera veronese. Sovrapposta a tali elementi campeggiava la riproduzione aurea della statua equestre di Cangrande della Scala, sormontante un cartiglio con la ragione sociale A.C. VERONA, che serrava superiormente una palatura equamente divisa tra bianconero e gialloblù.
Nel 1965 si passò a un ben più semplice emblema circolare azzurro, in cui tre cerchi concentrici aurei incorniciavano la scala e l'acronimo sociale ACV.
Nel 1984 il patron Ferdinando Chiampan commissionò all’agenzia pubblicitaria Orti Manara la realizzazione di alcuni bozzetti per dotare il club di un nuovo logotipo, che potesse altresì essere apposto stabilmente sulle casacche da gioco. Dopo una selezione di cui si occuparono lo stesso Chiampan, Osvaldo Bagnoli ed Emiliano Mascetti, venne quindi introdotto il simbolo della doppia testa di mastino con disposizione simmetrica a forma di "V", divisa centralmente dalla Scala, racchiuso all'interno di una losanga gialloblù; esso venne portato all'esordio in occasione della partita di campionato contro la Juventus del 18 marzo. Una versione successiva allo scudetto 1984-1985 aggiunse nella cornice della losanga una bandierina tricolore e l'epigrafe VERONA F.C.
Nel 1995 venne recuperato l'ancile palato gialloblù degli albori, ma con un design più complesso: nel cartiglio bianco centrale venne posta l'epigrafe HELLAS VERONA a lettere stampatelle blu; il simbolo dei mastini e della Scala si collocava in capo, mentre nel campo inferiore era collocato lo stemma araldico cittadino. Nel 1999 tale logo venne ristilizzato con una resa cromatica più brillante e con l'aggiunta, tra i due mastini ora colorati in oro, del tricolore italiano.
Dalla stagione 2020-2021 l'identità visiva viene semplificata con la riadozione del solo logo dei mastini e della Scala, seppur riviste nella forma, e all'occorrenza corredato superiormente dalla ragione sociale HELLAS VERONA FC oltreché declinato in monocromia a seconda delle applicazioni.

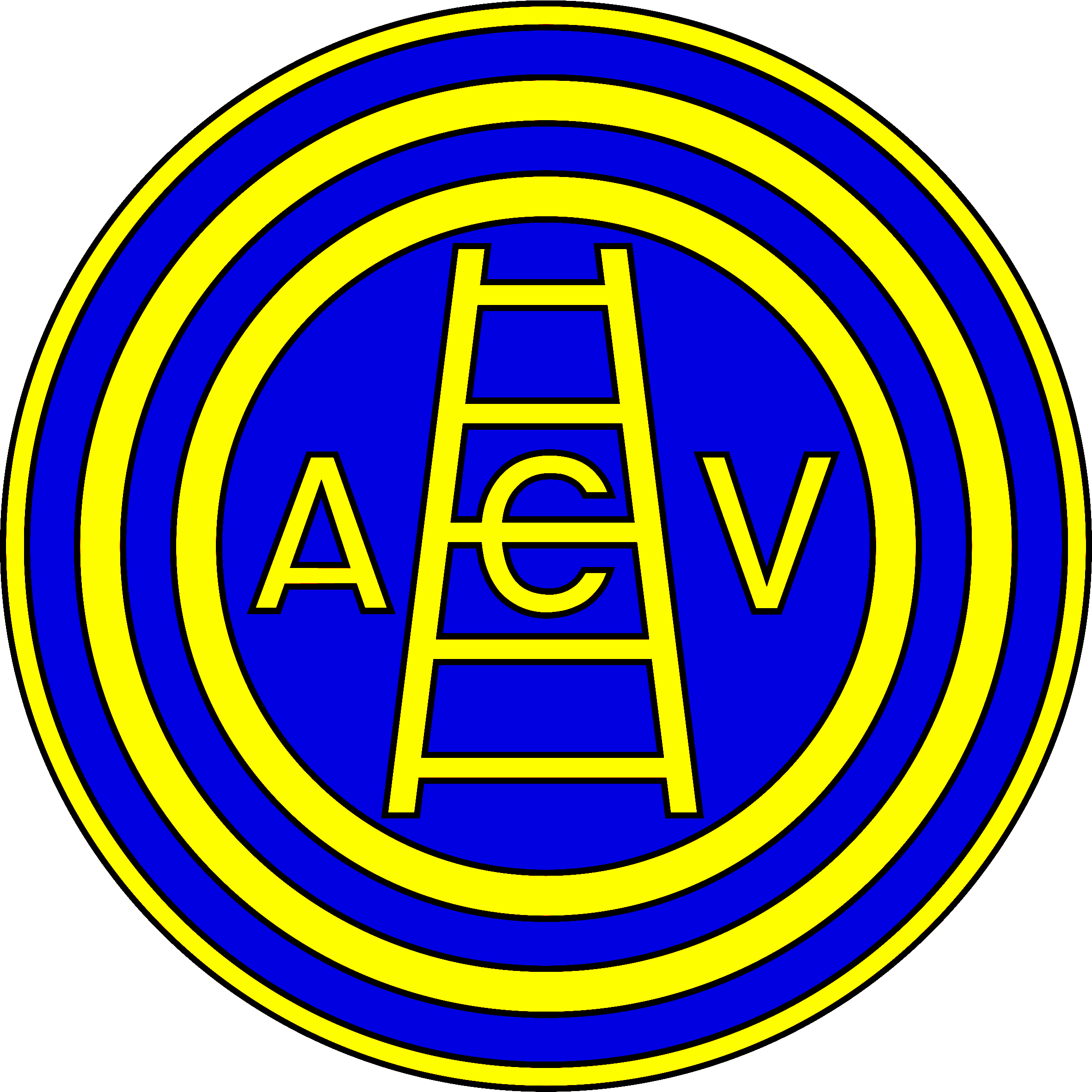
Stemma usato dal 1965 al 1984.
Stemma usato dal 1984 al 1991.
Stemma usato dal 1991 al 1995.
Stemma usato dal 1995 al 1999.
Stemma usato dal 1999 al 2020.
Logo in uso dal 2020.

## Mascotte
Nel 2018 la società indisse un concorso per creare una mascotte: il 12 dicembre fu presentato Zeno, una scala gialloblù a pioli con occhi, gambe e braccia "cartoonesche" e sul retro il numero 12, in riferimento alla data dello scudetto (12 maggio) oltre a sottolineare il ruolo di dodicesimo uomo, mentre il nome è riferito al Santo patrono cittadino.
Nell'ottobre 2022 fu invece introdotto un mastino antropomorfo ispirato all'animazione del XX secolo con indosso la divisa della squadra, molto simile a Gatton Gattoni del Vicenza. Il club aprì un sondaggio affinché i tifosi scegliessero il nome e vinse "Mastino".